# Anthonij Guépin
Anthonij Guépin (neerlandès: Anthonij Johannes Guépin)  (Den Helder, 2 de maig de 1897 - Sint-Truiden, 16 d'agost de 1964) va ser un regatista neerlandès que va competir a començament del segle xx.
El 1924 va prendre part en els Jocs Olímpics de París, on va guanyar la medalla de bronze en la regata de 6 metres del programa de vela, a bord del Willem Six, junt a Johan Carp i Jan Vreede.
Guépin va estudiar dret a la Universitat de Leiden. El maig de 1925 entrà a treballar com a advocat per la companyia de productes electrònics Koninklijke Philips. Amb els anys va ascendir, fins a ser-ne vicepresident el 1958.